# 滋賀県第4区
滋賀県第4区（しがけんだい4く）は、日本の衆議院議員総選挙における選挙区である。2002年（平成14年）公職選挙法改正による区割りの変更で新設されたが、2022年の区割変更で廃止された。

## 区域
2022年（令和4年）の公職選挙法改正で廃止され、元の2区と3区から編入された地域はそれぞれ元の選挙区に復帰した（東近江市、近江八幡市、蒲生郡は2区へ、甲賀市、湖南市は3区へ）。当選挙区は、増設された小選挙区が廃止された唯一の例である。
2013年（平成25年）公職選挙法改正から2022年の小選挙区改定までの区域は以下のとおりである。
- 近江八幡市
- 甲賀市
- 湖南市
- 東近江市（2区に属しない区域：旧八日市市・永源寺町・五個荘町・蒲生町・能登川町域）
- 蒲生郡

2002年（平成14年）公職選挙法改正から2013年の小選挙区改定までの区域は以下のとおりである。旧2区・3区の各一部からなされた。
- 近江八幡市
- 八日市市
- 甲賀郡
- 蒲生郡
- 神崎郡

## 歴史
かつて3区で激しい争いを繰り広げてきた自由民主党の岩永峯一と民主党の奥村展三がそのまま新設された4区に移行し、2003年、2005年の2度にわたり激しい選挙戦を繰り広げてきた。4区は旧3区の岩永の地元である甲賀郡と旧2区の小西理の地元である近江八幡市を合わせて新設された選挙区であることから自民党では候補者調整に難航したが、最終的に岩永が4区に移行し小西が新2区に鞍替えすることで決着した。以前の3区は自民党の強い地域が集まっていたが2区と3区の地域を再編成した4区は民主党の強い地域もあり、第44回まで勢力は拮抗していた中で、選挙区では岩永が勝利を収めてきた。
しかし岩永が第45回に出馬せず引退し、民主の追い風も相まってその構図が崩れ、岩永の後継である対話でつなごう滋賀の会スタッフの武藤貴也（当初は岩永の息子が出馬すると決まったが岩永の金銭問題が発覚し辞退に追い込まれた）は岩永の半分強の得票しか獲得できなかった。
第46回ではその奥村・武藤に岩永峯一の息子岩永裕貴が日本維新の会公認として立候補、さらに政治活動を休止していた小西理が無所属で立候補し、乱戦となったが武藤が勝利。裕貴は比例復活、奥村、小西は落選という結果になった。
第47回では引退を表明した奥村に代わり民主党から参議院滋賀県選挙区で当選経験のある近江八幡市出身の徳永久志が立候補。武藤・岩永と三つ巴の争いとなったが武藤が再選。結果的に反自民票が割れ、徳永と岩永は比例復活すらできなかった。
第48回では金銭トラブルから自民党を離党し不出馬となった武藤の後継である小寺裕雄と徳永の対決になったが、小寺が比例復活も許さず勝利し自民党の議席を維持している。また岩永は2016年に甲賀市市長選挙に出馬し当選している。
第49回では小寺が再び勝利したものの徳永が比例復活した。
第50回からは滋賀県内の小選挙区の数が3選挙区に戻るため、本選挙区は廃止となるが、前述の通り、小選挙区比例代表並立制が導入されて以来初となる増設小選挙区が消滅したケースである。なお、4区最後の当選者となった小寺は比例近畿ブロックから立候補し3選を果たした。その一方で日本維新の会に合流した徳永は新2区から立候補したが、比例復活も成らず落選している。

## 小選挙区選出議員
| 選挙名                 | 年     | 当選者   | 党派       |
| ---------------------- | ------ | -------- | ---------- |
| 第43回衆議院議員総選挙 | 2003年 | 岩永峯一 | 自由民主党 |
| 第44回衆議院議員総選挙 | 2005年 | 岩永峯一 | 自由民主党 |
| 第45回衆議院議員総選挙 | 2009年 | 奥村展三 | 民主党     |
| 第46回衆議院議員総選挙 | 2012年 | 武藤貴也 | 自由民主党 |
| 第47回衆議院議員総選挙 | 2014年 | 武藤貴也 | 自由民主党 |
| 第48回衆議院議員総選挙 | 2017年 | 小寺裕雄 | 自由民主党 |
| 第49回衆議院議員総選挙 | 2021年 | 小寺裕雄 | 自由民主党 |

## 選挙結果
時の内閣：第1次岸田内閣 解散日：2021年10月14日 公示日：2021年10月19日
当日有権者数：29万1102人 最終投票率：55.83%（前回比：2.96%） （全国投票率：55.93%（2.25%））
| 当落 | 候補者名 | 年齢 | 所属党派   | 新旧 | 得票数   | 得票率 | 惜敗率 | 推薦・支持 | 重複 |
| ---- | -------- | ---- | ---------- | ---- | -------- | ------ | ------ | ---------- | ---- |
| 当   | 小寺裕雄 | 61   | 自由民主党 | 前   | 86,762票 | 54.61% | ――     | 公明党推薦 | ○    |
| 比当 | 徳永久志 | 58   | 立憲民主党 | 新   | 72,116票 | 45.39% | 83.12% |            | ○    |

- 小寺は第50回衆議院議員総選挙は比例近畿ブロックから出馬して当選
- 徳永は第50回衆議院議員総選挙は滋賀2区から日本維新の会公認で出馬したが落選

時の内閣：第3次安倍第3次改造内閣 解散日：2017年9月28日 公示日：2017年10月10日
当日有権者数：29万4712人 最終投票率：58.79%（前回比：3.87%） （全国投票率：53.68%（1.02%））
| 当落 | 候補者名 | 年齢 | 所属党派   | 新旧 | 得票数   | 得票率 | 惜敗率 | 推薦・支持               | 重複 |
| ---- | -------- | ---- | ---------- | ---- | -------- | ------ | ------ | ------------------------ | ---- |
| 当   | 小寺裕雄 | 57   | 自由民主党 | 新   | 80,114票 | 47.79% | ――     | 公明党推薦               | ○    |
|      | 徳永久志 | 54   | 希望の党   | 新   | 64,617票 | 38.55% | 80.66% |                          | ○    |
|      | 西沢耕一 | 39   | 日本共産党 | 新   | 22,896票 | 13.66% | 28.58% | 社会民主党滋賀県連合推薦 |      |

- 武藤は不出馬。その後、2019年4月の滋賀県議会議員選挙（近江八幡市・竜王町選挙区）に無所属で立候補したが落選。

時の内閣：第2次安倍改造内閣 解散日：2014年11月21日 公示日：2014年12月2日
当日有権者数：28万8855人 最終投票率：54.92%（前回比：6.58%） （全国投票率：52.66%（6.66%））
| 当落 | 候補者名 | 年齢 | 所属党派   | 新旧 | 得票数   | 得票率 | 惜敗率 | 推薦・支持 | 重複 |
| ---- | -------- | ---- | ---------- | ---- | -------- | ------ | ------ | ---------- | ---- |
| 当   | 武藤貴也 | 35   | 自由民主党 | 前   | 60,460票 | 38.75% | ――     | 公明党推薦 | ○    |
|      | 岩永裕貴 | 41   | 維新の党   | 前   | 40,993票 | 26.27% | 67.80% |            | ○    |
|      | 徳永久志 | 51   | 民主党     | 新   | 40,902票 | 26.21% | 67.65% |            | ○    |
|      | 西沢耕一 | 36   | 日本共産党 | 新   | 13,687票 | 8.77%  | 22.64% |            |      |

- 岩永はその後おおさか維新の会を離党し、2016年10月に実施された甲賀市長選挙に無所属で出馬し当選。

時の内閣：野田第3次改造内閣 解散日：2012年11月16日 公示日：2012年12月4日 最終投票率：61.5% （全国投票率：59.32%（9.96%））
| 当落 | 候補者名 | 年齢 | 所属党派     | 新旧 | 得票数   | 得票率 | 惜敗率 | 推薦・支持     | 重複 |
| ---- | -------- | ---- | ------------ | ---- | -------- | ------ | ------ | -------------- | ---- |
| 当   | 武藤貴也 | 33   | 自由民主党   | 新   | 57,049票 | 32.79% | ――     | 公明党推薦     | ○    |
| 比当 | 岩永裕貴 | 39   | 日本維新の会 | 新   | 47,715票 | 27.43% | 83.64% | みんなの党推薦 | ○    |
|      | 奥村展三 | 68   | 民主党       | 前   | 44,231票 | 25.42% | 77.53% | 国民新党推薦   | ○    |
|      | 西沢耕一 | 34   | 日本共産党   | 新   | 12,674票 | 7.28%  | 22.22% |                |      |
|      | 小西理   | 54   | 無所属       | 元   | 12,308票 | 7.07%  | 21.57% |                | ×    |

時の内閣：麻生内閣 解散日：2009年7月21日 公示日：2009年8月18日 （全国投票率：69.28%（1.77%））
| 当落 | 候補者名   | 年齢 | 所属党派   | 新旧 | 得票数    | 得票率 | 惜敗率 | 推薦・支持 | 重複 |
| ---- | ---------- | ---- | ---------- | ---- | --------- | ------ | ------ | ---------- | ---- |
| 当   | 奥村展三   | 65   | 民主党     | 前   | 113,801票 | 57.04% | ――     |            | ○    |
|      | 武藤貴也   | 30   | 自由民主党 | 新   | 61,311票  | 30.73% | 53.88% |            | ○    |
|      | 坪田五久男 | 50   | 日本共産党 | 新   | 19,420票  | 9.73%  | 17.06% |            |      |
|      | 曽我周作   | 30   | 幸福実現党 | 新   | 4,971票   | 2.49%  | 4.37%  |            |      |

時の内閣：第2次小泉改造内閣 解散日：2005年8月8日 公示日：2005年8月30日 （全国投票率：67.51%（7.65%））
| 当落 | 候補者名   | 年齢 | 所属党派   | 新旧 | 得票数   | 得票率 | 惜敗率 | 推薦・支持 | 重複 |
| ---- | ---------- | ---- | ---------- | ---- | -------- | ------ | ------ | ---------- | ---- |
| 当   | 岩永峯一   | 64   | 自由民主党 | 前   | 98,748票 | 50.19% | ――     |            | ○    |
| 比当 | 奥村展三   | 61   | 民主党     | 前   | 80,216票 | 40.77% | 81.23% |            | ○    |
|      | 坪田五久男 | 46   | 日本共産党 | 新   | 17,801票 | 9.05%  | 18.03% |            |      |

時の内閣：第1次小泉第2次改造内閣 解散日：2003年10月10日 公示日：2003年10月28日 （全国投票率：59.86%（2.63%））
| 当落 | 候補者名   | 年齢 | 所属党派   | 新旧 | 得票数   | 得票率 | 惜敗率 | 推薦・支持 | 重複 |
| ---- | ---------- | ---- | ---------- | ---- | -------- | ------ | ------ | ---------- | ---- |
| 当   | 岩永峯一   | 62   | 自由民主党 | 前   | 83,149票 | 46.84% | ――     |            | ○    |
| 比当 | 奥村展三   | 59   | 民主党     | 新   | 78,954票 | 44.48% | 94.95% |            | ○    |
|      | 坪田五久男 | 44   | 日本共産党 | 新   | 15,400票 | 8.68%  | 18.52% |            |      |